# Олимпийский комитет Уругвая
Олимпийский комитет Уругвая (исп. Comité Olímpico Uruguayo; уникальный код МОК — URU) — организация, представляющая Уругвай в международном олимпийском движении. Штаб-квартира расположена в Монтевидео. Комитет основан в 1923 году, в том же году был принят в МОК, является членом ПАСО, организует участие спортсменов из Уругвая в Олимпийских, Панамериканских играх и других международных соревнованиях.